# Тарусская картинная галерея
Тарусская картинная галерея — учреждение культуры художественного профиля города Таруса. Филиал Калужского музея изобразительных искусств.
Адрес : Таруса, Улица Ленина, д. 1а. Тарусская картинная галерея принимает до 20 000 посетителей в год. Работает Виртуальный концертный зал.

## История
Основана в 1963 году, несколько предыдущих попыток создать в городе музей оказались неудачными. Инициатором создания галереи выступил тарусский общественник Борис Прохорович Аксёнов (1891—1972), по образованию инженер-строитель, в прошлом актёр, в то время работавший инструктором дома пионеров.

«Картинная галерея в Тарусе — одно из редких (к сожалению) явлений в нашей культурной жизни. Она возникла на чистом энтузиазме нескольких тарусян. Они заслуживают нашей благодарности за свой бескорыстный и благодарный труд». К. Г. Паустовский. Май 1963 г.

Первоначально галерея расположилась в помещениях городского дома пионеров, обустроенного в бывшем Петропавловском соборе (заняла бывшую трапезную). Основу собрания составили небольшие частные коллекции, пожертвования местных жителей, любителей и знатоков живописи, в частности картины русских и западноевропейских художников из собрания учёного-агронома Н. П. Ракицкого (более 200 предметов, в том числе произведения Карла Брюллова, Ивана Айвазовского, Бориса Кустодиева, Михаила Врубеля, Василия Поленова), Анны Остроумовой-Лебедевой. Свой вклад внесли Третьяковская галерея (картины Л. Ф. Лагорио, И. К. Айвазовского, C. И. Светославского) и Художественный фонд СССР. Союз художников передал более 40 работ ведущих мастеров советского изобразительного искусства
.
Большое количество собственных работ (деревянная скульптура, рисунки, акварели и автолитографии) подарил галерее Василий Алексеевич Ватагин, в коллекцию поступили «Море у острова Капри» Айвазовского, этюд В. Д. Поленова к картине «Христос и грешница», небольшое полотно князя Г. Г. Гагарина (1810—1893), несколько работ А. Л. Ржевской, от П. Н. Крылова (одного из Кукрыниксов) — пейзаж «Сосны около Страхова».
В 1967 году началось строительство отдельного двухэтажного здания для галереи, оно возводилось как пристройка к Дому пионеров. В 1968 году галерея вошла в состав Калужского музея изобразительных искусств.
По мнению К. Г. Паустовского, благодаря картиной галерее Таруса начала оправдывать своё прозвище «Русский Барбизон» (городок во Франции, куда приезжали художники из столицы на полевые сессии).
На здании галереи открыта мемориальная доска Б. П. Аксёнову.
Рассматриваются возможности перевести галерею в новое здание в городском микрорайоне Курган

## Экспозиция
В музее представлена русская и западноевропейская живопись, произведения фарфора, фаянса, стекла, декоративно-прикладное искусство. Преобладает академическая (И. К. Айвазовский, А. М. Волков, Г. Г. Гагарин, С. К. Зарянко, Л. Ф. Лагорио и др.) и реалистическая живопись художников-передвижников (В. Д. Поленов, А. Л. Ржевская, С. Л. Светославский, П. А. Суходольский и др.). XX век представлен, в основном, картинами московских и калужских художников, в том числе, в разное время работавших в Тарусе (Ю. В. Александров, В. Бялиницкий-Бируля, А. М. Бирштейн и М. А. Бирштейн, Ф. Богородский, В. Борисов-Мусатов, Э. Г. Браговский, Н. Н. Ватолина, А. Григорьев, В. Журавлёв, Ю. Д. Коровин, Н. Крымов, Н. И. Нестерова, Н. Ромадин, И. А. Старженецкая, Н. Терпсихоров и др.). Западноевропейская живопись представлена кругом Н. Алунно, Ф. Вауверманом, Ф. Казановой, А. Каламом и др..
Постоянная экспозиция размещена в двух залах — зале Ракицкого и зале Ватагина.
Особый интерес представляет картина «Девочка у окна» работы Антонины Ржевской, возможно, самая популярная картина в галерее.

…когда входишь в её маленькие залы с чисто вымытыми полами и особым, каким-то деревенский запахом стен, когда отблески солнца падают на полотна Пуссена или на удивительные кружева блонды XVIII века работы русских мастериц <…> то всё вокруг кажется удивительным. К. Г. Паустовский

В 2016 году галерее переданы 11 произведений работавшего в стиле нонконформизм Эдуарда Штейнберга (1937—2012).

## Галерея

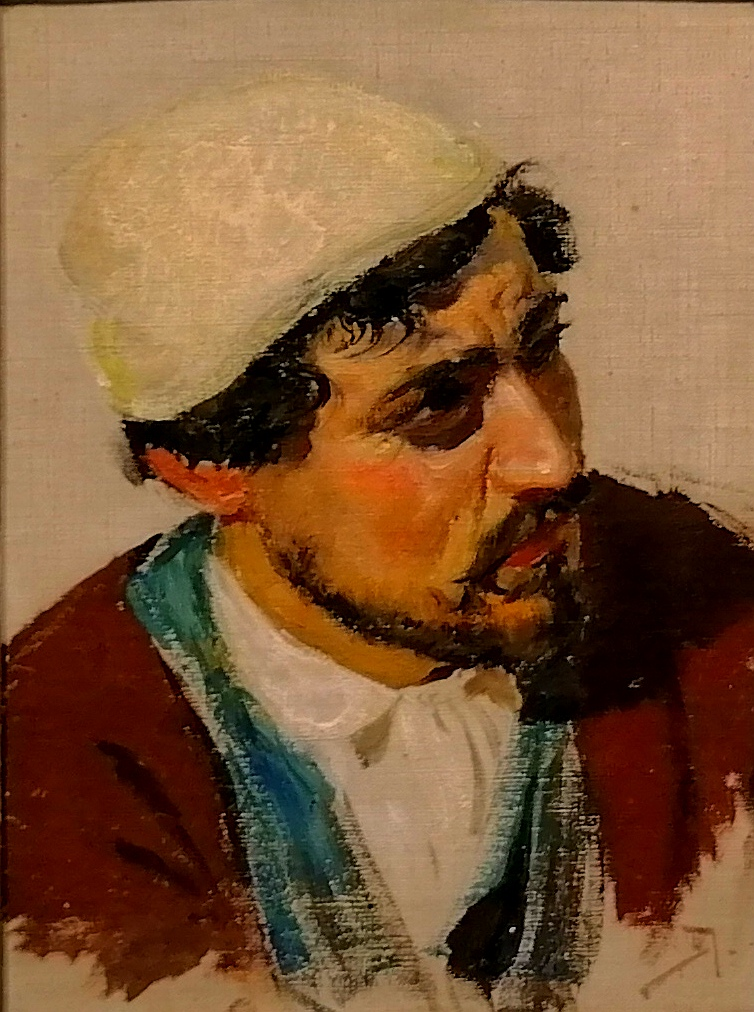
В. Д. Поленов. Этюд к картине «Христос и грешница». 1881—1882
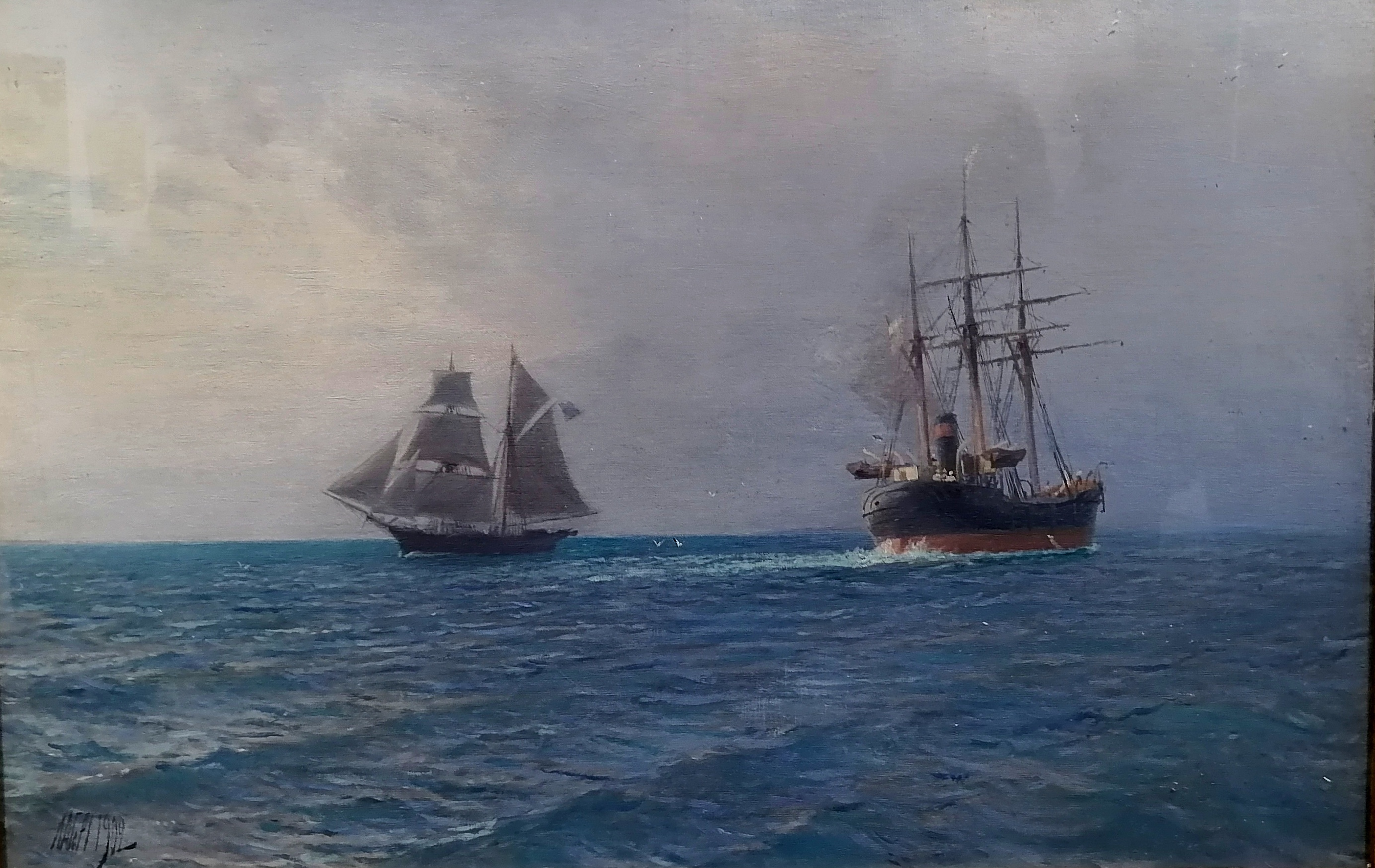
Л. Ф. Лагорио. В море. 1902
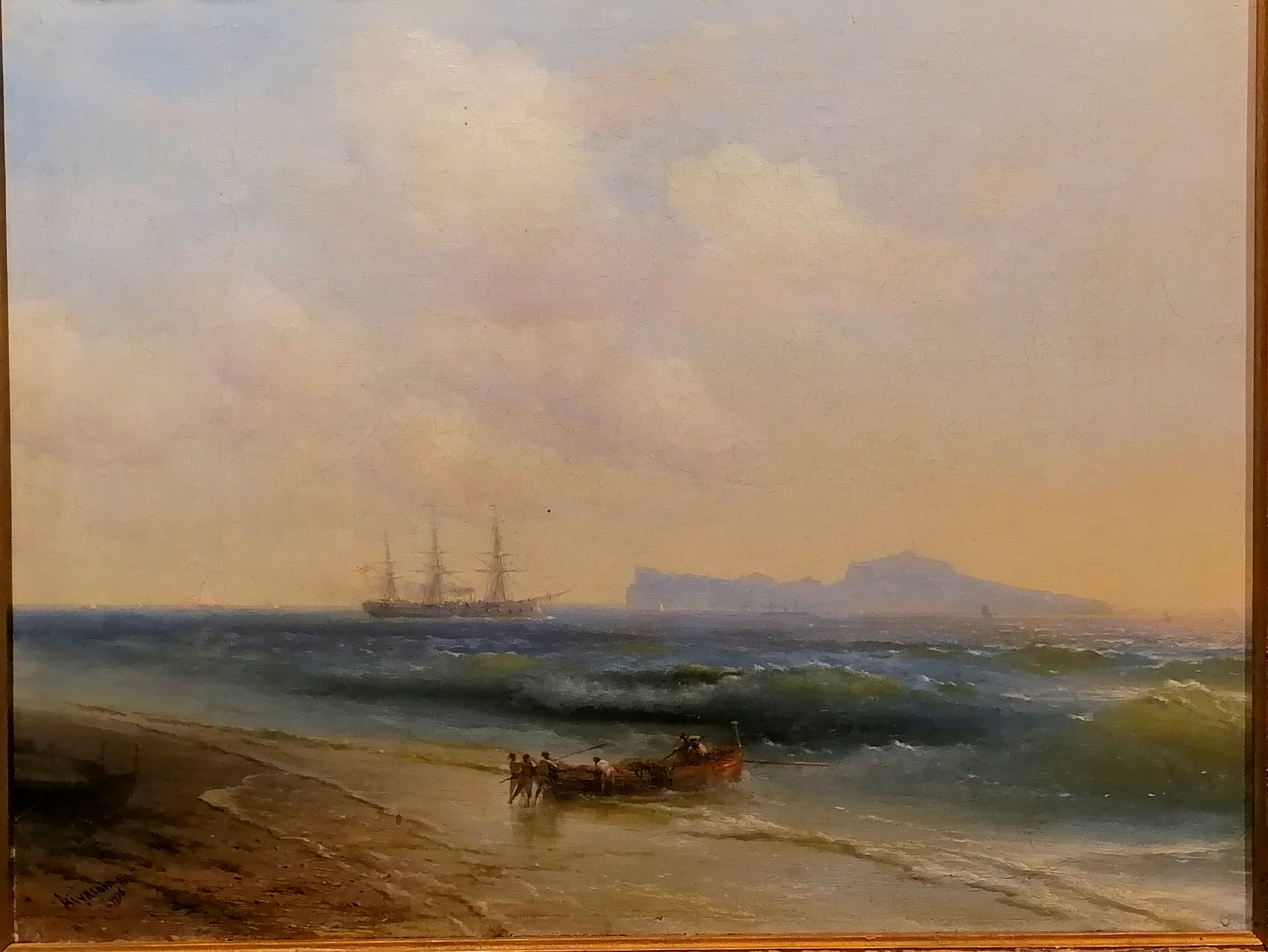
И. К. Айвазовский. Море у острова Капри. 1876
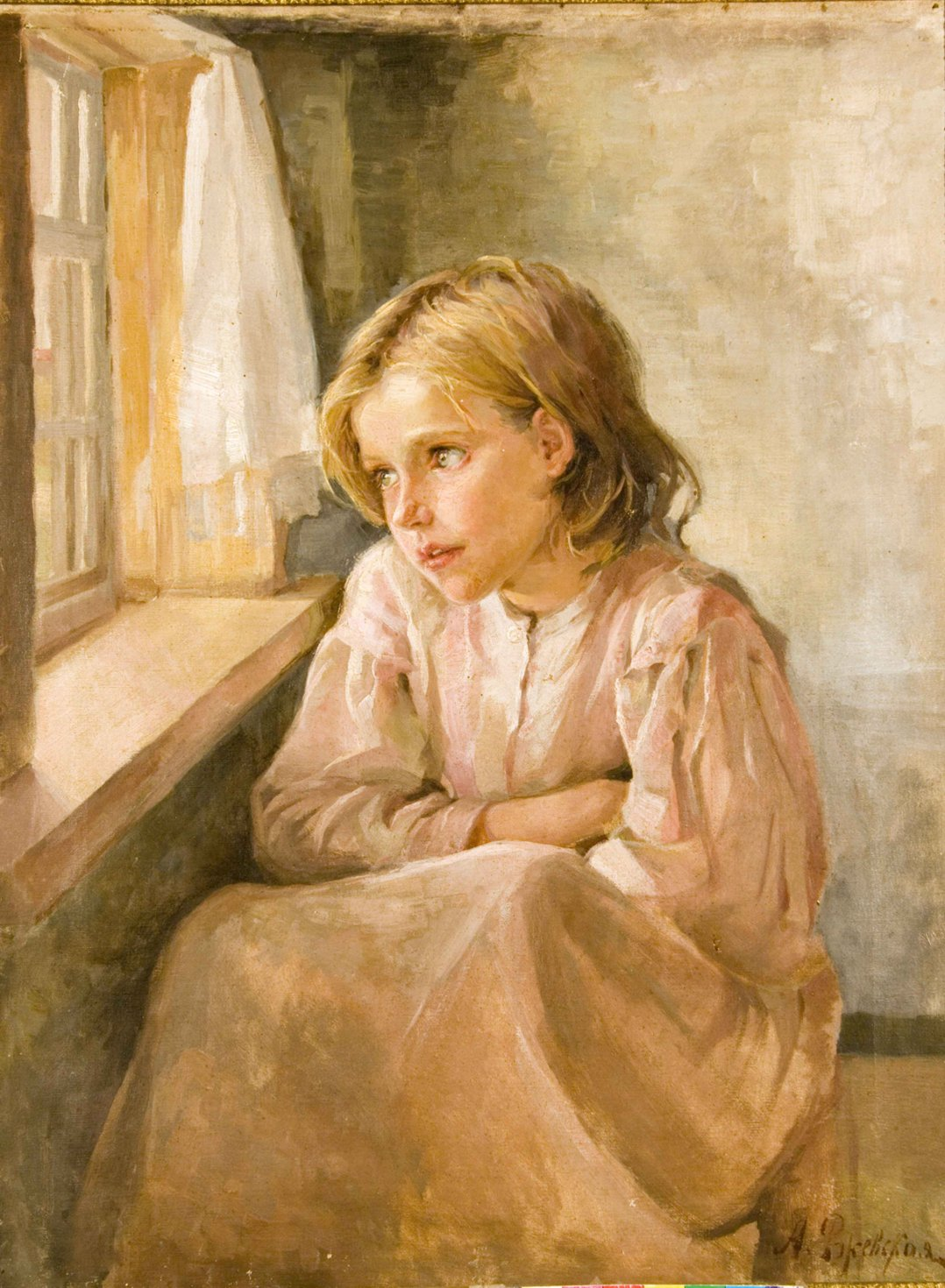
«Девочка у окна». До 1934